# João Pina
João Pina, född 13 juli 1981, är en portugisisk judoutövare.
Han vann guldmedaljen i EM 2010 i Wien.

## Meriter
- EM-guld 2010
- EM-femma 2007
- OS-sjua 2004
- EM-sjua 2004
- VM-femma 2003